# Кавати (провинция)
Провинция Кавати (яп. 河内国 Кавати но куни, «Страна Кавати» или 河州 Касю:, «провинция Кавати») — историческая провинция Японии в регионе Кинки на острове Хонсю. Соответствует восточной части префектуры Осака.

## История
Провинция Кавати была образована в VII веке. Её административный центр находился в современном городе Фудзиидэра. Провинция занимала важное положение на пути от столицы к западным регионам Японии.
Издревле земли Кавати принадлежали Мононобэ, японскому военному роду, который погиб в VII веке в религиозной войне против буддистов рода Сога, защищая синтоизм.
В период Хэйан (794—1185) провинция поочерёдно принадлежала родам Минамото и Тайра.
Во времена реставрации Кэмму (1333—1338) Кавати стала местом основных боёв между сторонниками императора и Асикаги Такаудзи. Победа последнего привела к появлению сёгуната Муромати, один из главных советников которого, род Хатакэяма, получил провинцию Кавати за боевые заслуги.
В XVI веке хозяевами этих земель были роды Миёси, Ода и Тоётоми. В период Эдо (1603—1867) провинция Кавати была подчинена непосредственно сёгунату.
В результате административных реформ 1871—1876 годов провинция Кавати вошла в состав префектуры Осака.

## Уезды провинции Кавати
- Вакаэ (яп. 若江郡)
- Исикава (яп. 石川郡)
- Кавати (яп. 河内郡)
- Катано (яп. 交野郡)
- Манда (яп. 茨田郡)
- Сарара (яп. 讃良郡)
- Сибукава (яп. 渋川郡)
- Сики (яп. 志紀郡)
- Тагата (яп. 大県郡)
- Такаясу (яп. 高安郡)
- Танпи (яп. 丹比郡)
- Фуруити (яп. 古市郡)
- Ясуядо (яп. 安宿郡)